# Крунвалль, Никлас
Никлас Крунвалль (швед. Niklas Kronwall; род. 12 января 1981, Стокгольм, Швеция) — шведский бывший профессиональный хоккеист, защитник. Член «Тройного золотого клуба» (становился олимпийским чемпионом, чемпионом мира и обладателем Кубка Стэнли). Брат хоккеиста Стаффана Крунвалля. Завершил карьеру в 2019 году.

## Карьера
Участник юниорского чемпионата мира (1999 — серебро), молодёжного чемпионата мира (2000, 2001), чемпионата мира (2003, 2005, 2006, 2012), Олимпийских игр (2006, 2010, 2014).
В 1999—2003 гг. выступал за «Юргорден», с 2003 года — за «Детройт Ред Уингз».
Был выбран в 1-м раунде под общим 29-м номером клубом «Детройт Ред Уингз» на драфте НХЛ 2000 года.
В 2006 году стал в составе сборной Швеции победителем Олимпиады и чемпионата мира. Стал восьмым игроком в истории хоккея, выигравшим оба эти турнира в один год. На чемпионате мира 2006 года был признан MVP чемпионата и лучшим защитником, а также включён в символическую сборную турнира.
1 ноября 2011 года подписал с «Детройтом» новый 7-летний контракт на $ 33,25 млн.

## Награды и достижения
- Олимпийский чемпион (2006)
- Серебряный призёр Олимпийских игр (2014)
- Чемпион мира (2006)
- Серебряный призёр чемпионата мира (2003)
- Обладатель Кубка Стэнли в составе «Детройт Ред Уингз» (2008)
- Чемпион Швеции в составе «Юргордена» (2000, 2001)
- Эдди Шор Эворд (2005)
- Лучший защитник и самый ценный игрок чемпионата мира (2006)
- Чемпион Европы среди юниоров (1998)
- Серебряный призёр чемпионата мира среди юниоров (1999)

## Статистика
| Легенда | Легенда                    | Легенда | Легенда                   | Легенда | Легенда    |
| ------- | -------------------------- | ------- | ------------------------- | ------- | ---------- |
| И       | Количество проведённых игр | Штр     | Штрафное время            | +/−     | Плюс-минус |
| Г       | Голы                       | П       | Голевые передачи          | О       | Очки       |
| -       | Статистика неизвестна      | —       | Статистика не учитывалась |         |            |